# Red Light Fever
Red Light Fever är det brittiska rockbandet Hot Legs debutalbum, utgivet i Storbritannien den 9 februari 2009 och i Sverige, Finland och Danmark 27 april. Justin Hawkins  spelade in och producerade hela skivan själv. Albumet gavs ut på Hawkins eget skivbolag Barbecue Rock Records.

## Historia

### Bakgrund
Justin Hawkins lämnade i oktober 2006 The Darkness efter att ha skrivit in sig själv på behandlingshem för drogmissbruk. Kort därefter, i mars 2007, lade Hawkins ut tre låtar på sin MySpace, You Can't Hurt Me Anymore, I've Met Jesus och Whichever Way You Wanna Give It (som då endast hette Whichever). Hawkins meddelade då att dessa låtar var tänkta att ges ut på ett kommande soloalbum, Panther. Dessa låtar följdes den 12 maj sedan av en fjärde låt, Gay in the 80's, som också den skulle återfinnas på albumet. Drygt två månader senare tog Hawkins dock bort samtliga låtar med kommentaren "You'll just have to wait." I början av 2008 meddelade Hawkins att han bildat ett band, Hot Leg, och rekryterat trummisen Darby Todd, basisten Samuel Stokes och gitarristen Pete Rinaldi. Panther gavs aldrig ut.

### Låtskrivandet
Vissa av låtarna skrevs redan 2002 och var ämnade för Hawkins dåvarande band, The Darkness. Flera referenser till The Darkness kan höras i låtarnas texter; The Darkness debutalbum heter Permission to Land - i Whichever Way You Wanna Give It sjunger Hawkins "waiting for Permission to Land" och i You Can't Hurt Me Anymore finns textraden "snowflake's hope in hell" vilken också förekommer i Christmas Time (Don't Let the Bells End). Tre av albumets låtar har Hawkins skrivit tillsammans med Chas Bayfield; I've Met Jesus, Cocktails och Gay in the 80's. En tidig version av låten Ashamed framfördes under en kort sekvens i tv-programmet The Friday Night Project år 2006 av bland andra Hawkins, Richie Edwards och Beverlei Brown, som också sjunger på den inspelade versionen.

### Utgivning
Den 23 juni 2008 nämndes albumet för första gången av bandet; man sade då att albumet var klart och att det var "fantastisk". Man sade också att det ännu inte hade fått någon titel och att man planerade att ge ut det senare under 2008 på Hawkins eget skivbolag, Barbecue Rock Records. Drygt en månad senare, den 24 juli, lade man ut låten Trojan Guitar, som beskrevs som en "medeltids-epos", på MySpace. Det meddelades då att låten skulle komma att bli bandets debutsingel och att den skulle återfinnas på gruppens debutalbum. En musikvideo spelades in till låten och den 20 oktober gavs den ut - dock endast som gratis nedladdning, via gruppens officiella webbplats. 15 december 2008 släpptes albumets första riktiga singel, I've Met Jesus, som dock inte lyckades nå någon högre placering på den brittiska singellistan. Under januari 2009 meddelades det via bandets MySpace att albumet döpts till Red Light Fever och den 9 februari gavs den slutligen ut. Den 2 mars gavs albumets andra och sista singel, Cocktails, ut.

### Mottagande
I pressen fick Red Light Fever mestadels emotta positiva recensioner. I en recension på Virgin Groups officiella webbplats sade man att albumet var väldigt likt Hawkins tidigare band The Darkness - "fast bättre". Man sade också att I've Met Jesus är "en stekhet sång" och gav albumet 7 av 10 i betyg. Den brittiska tidningen The Sun hyllade albumet; "vägg i vägg med stora riff, klatschiga refränger och en Bohemian Rhapsody-produktion". I svensk press fick albumet medelmåttiga betyg. Martin Carlsson skrev i Expressen att "den absurda falsetten i Chickens är bevis nog på att Justin Hawkins fortfarande har minst en skruv lös" och gav albumet 3 av 5 i betyg. Även i Sydsvenskan fick Red Light Fever 3 av 5 i betyg och recensenten Jonn Jeppson beskrev albumet som "The Darkness med extra allt: vildare falsetter, tightare spandex, kungligare Queen-flörtar och svullnare svulstigheter."

### Turné

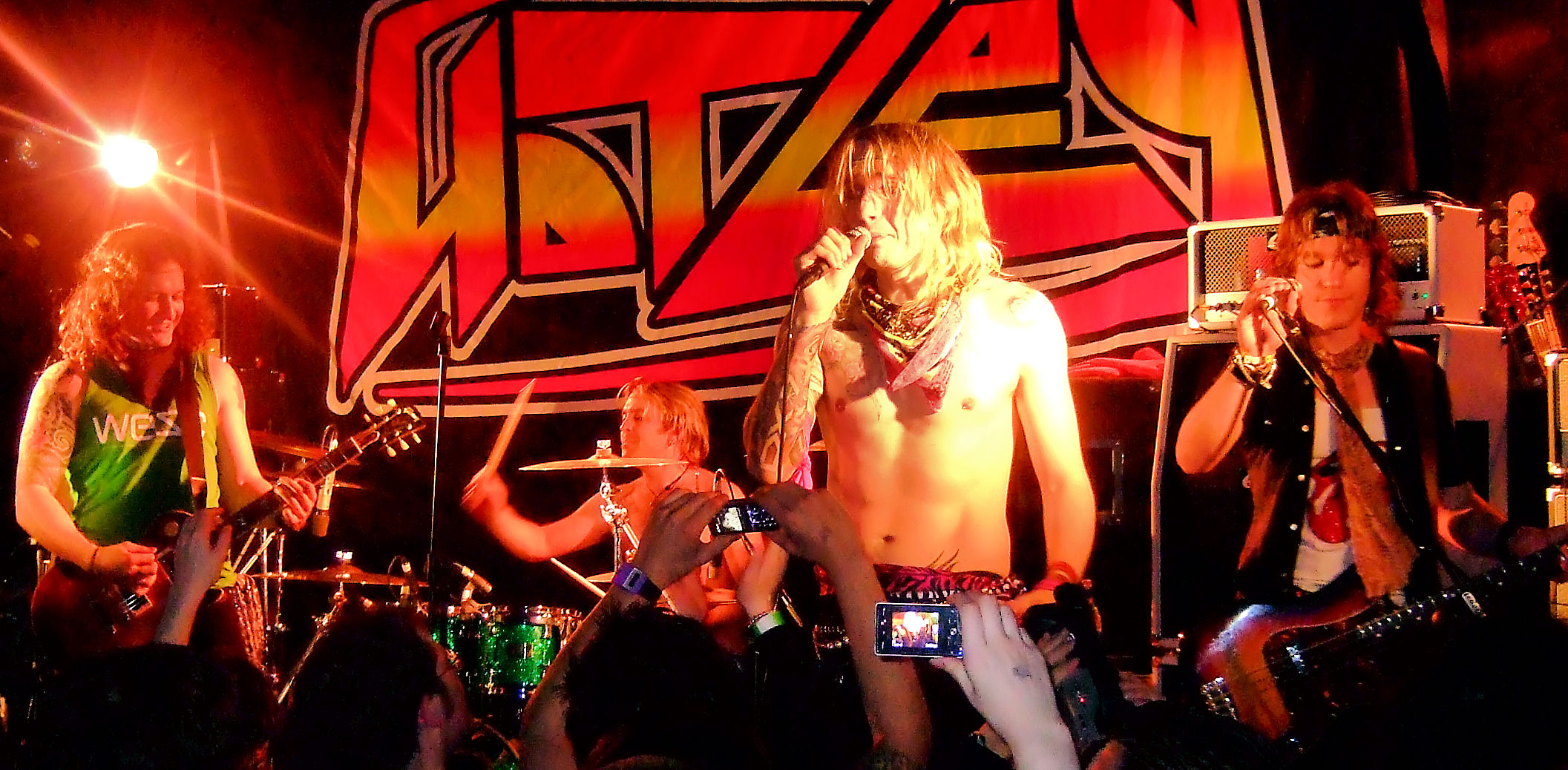
Hot Leg live.

Red Light Fever tour på börjades den 26 februari 2009 på Limelight i Belfast. Man gjorde totalt 14 konserter; en konsert i Nordirland, Skottland, Wales och Irland och tio konserter i England. Som förband hade man det lokala bandet The Crave ifrån Brighton. Samtliga låtar från Red Light Fever spelades under turnén och man spelade också vissa B-sidor och låtar som väntas återfinnas på gruppens nästkommande album; Come Into My Arms och Theme from Hot Leg. Turnén avslutades den 16 mars på Waterfront i Norwich.

## Låtlista
| Nr  | Titel                             | Låtskrivare            | Längd |
| --- | --------------------------------- | ---------------------- | ----- |
| 1.  | "Chickens"                        | Justin Hawkins         | 3:16  |
| 2.  | "You Can't Hurt Me Anymore"       | Hawkins                | 3:19  |
| 3.  | "Ashamed"                         | Hawkins                | 3:04  |
| 4.  | "I've Met Jesus"                  | Hawkins, Chas Bayfield | 3:09  |
| 5.  | "Trojan Guitar"                   | Hawkins                | 5:24  |
| 6.  | "Cocktails"                       | Hawkins, Bayfield      | 3:57  |
| 7.  | "Gay in the 80's"                 | Hawkins, Bayfield      | 3:16  |
| 8.  | "Prima Donna"                     | Hawkins                | 3:27  |
| 9.  | "Whichever Way You Wanna Give It" | Hawkins                | 3:22  |
| 10. | "Kissing in the Wind"             | Hawkins                | 3:32  |

## Listplaceringar
| Red Light Fever | 81  |
| I've Met Jesus  | 135 |
| Cocktails       | 84  |

## Medverkande
Samtliga medlemmar i Hot Leg står som medverkande på omslaget, men Hawkins har i själva verket spelat in allt själv.
| Hot Leg - Justin Hawkins – sång, gitarr, bas, synth, trummor - Pete Rinaldi – gitarr, kör - Darby Todd – trummor - Samuel Stokes – bas, kör Övriga medverkande - Beverlei Brown – sång | Produktion - Justin Hawkins – producent, inspelningstekniker, mixning - Stephen Marcussen – mastering Omslag - Paintshop studio – omslag, design - Jake Fitzjones – omslagsfoto - James Sellar – foton |

## Utgivningsdatum
| Datum           | Land                    |
| --------------- | ----------------------- |
| 9 februari 2009 | Storbritannien          |
| 27 april 2009   | Danmark Finland Sverige |